# Menelik II.

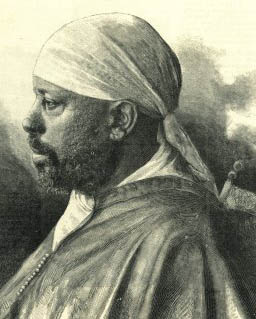
Kaiser Menelik II. mit Durag (Bandana)

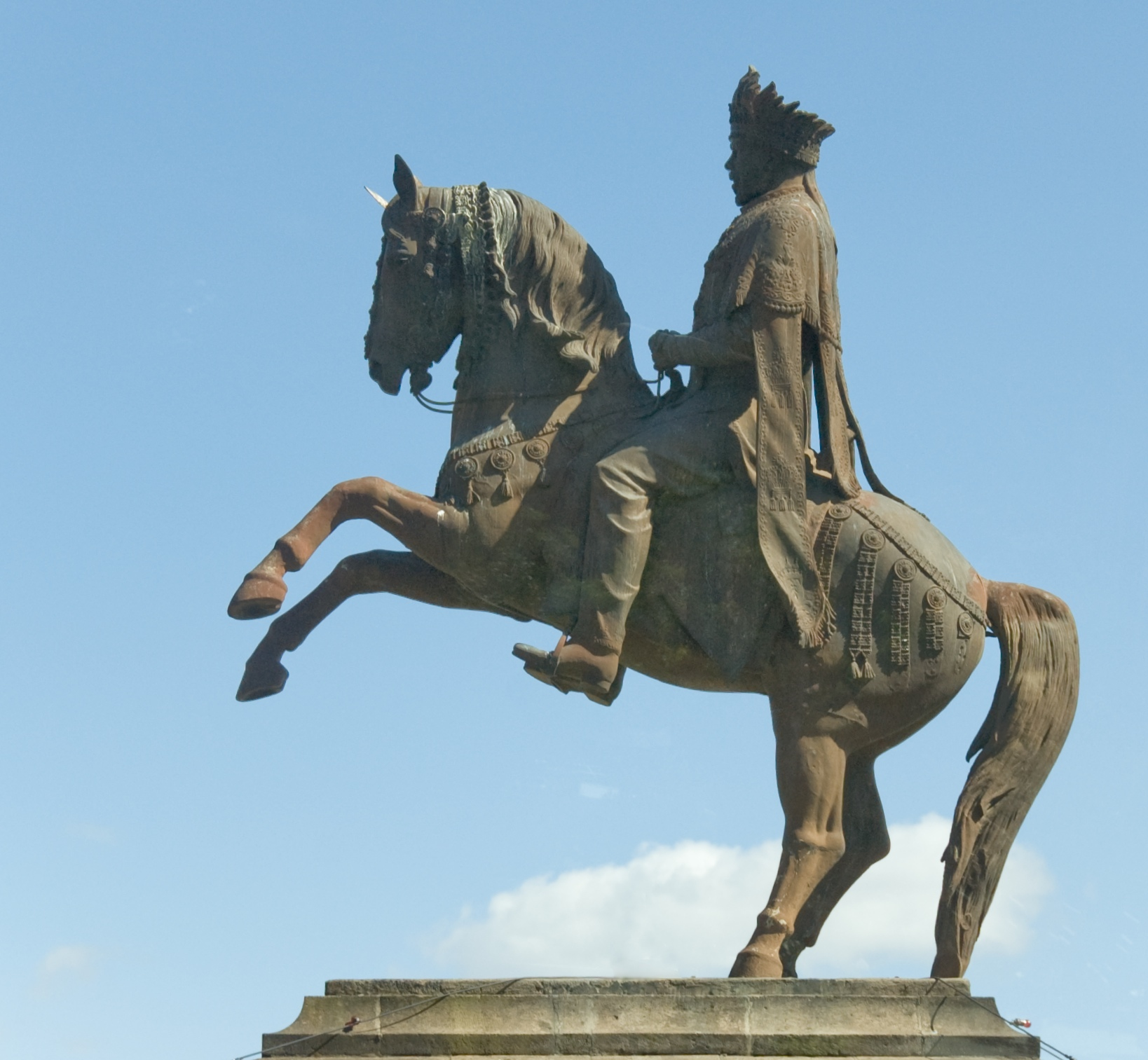
Eine Statue von Kaiser Menelik II., sein Pferdename war „Abba Dagnew“

Das Kaiserreich Abessinien am Anfang (orange) und am Ende von Meneliks Regentschaft (gelb)

Menelik II. (äthiop. ዳግማዊ ምኒልክ Dagəmawī Mənīlək; * 17. August 1844 in Ankober; † 12. Dezember 1913 in Addis Abeba; eigentlich Sahle Mariam; Pferdename Aba Dagnew) war König von Shewa (1865–1889) und von 1889 bis 1913 Kaiser von Äthiopien.
Titel dieser Kaiser war Neguse Negest (König der Könige).

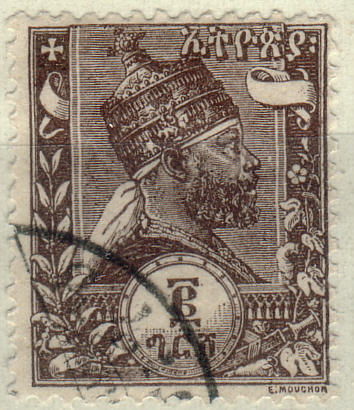
Kaiser Menelik II.auf einer äthiopischen Briefmarke von 1894

## Biografie
Menelik war der Sohn von Haile Melekot. Nach der Niederlage der Armee seiner Heimatregion Shewa gegen die Truppen von Theodor II. im Jahr 1855 wurde er an dessen Hof gebracht, um die Loyalität Shewas zu erzwingen. Nachdem dennoch Aufstände ausbrachen kam Menelik, der am kaiserlichen Hof zunächst eine gute Behandlung erfahren hatte und sich annähernd frei bewegen konnte, in Haft. Am 30. Juni 1865 gelang ihm jedoch die Flucht. Wεrqit, die Fürstin der Region Wεllo, ließ ihn aufgrund ihrer Abneigung gegen Theodor ungehindert ihr Gebiet passieren. Noch im selben Jahr ernannte sich Menelik zum Negus von Shewa und wurde damit einer der drei wichtigsten Landesfürsten (Ras) Äthiopiens. Aus den Machtkämpfen nach dem Tod des Kaisers ging zunächst Yohannes IV. aus der Region Tigre als Sieger hervor. Durch die Vermittlung der Priesterschaft einigten sich beide 1878 vertraglich. Menelik erkannte den Kaiser an, erhielt in den von ihm kontrollierten Gebieten jedoch eine Art Autonomie. Yohannes' Sohn Araya Yohannes heiratete Meneliks Tochter Zauditu. Nach dem Tod des Prinzen wurde der Negus von Schoa als Thronfolger anerkannt.
Als König von Shewa eroberte er über einen Zeitraum von ungefähr 15 Jahren sukzessive im Süden und Osten gelegene unabhängige Gebiete und Staaten wie die Gurage, die Gibe-Königreiche der Oromo, das alte Emirat Harar u. a.; nach seiner Kaiserkrönung setzte er seine Expansionsbemühungen fort, die seine Herrschaft auch wirtschaftlich konsolidierte. Er eroberte unter anderem das Reich des „Gottkönigs“ von Kaffa und unterwarf schließlich auch den Sultan von Awsa (Aussa), eines bedeutenden Staates der muslimischen Afar.
Mit italienischer Hilfe und italienischen Waffen konnte er sich nach dem Tod Yohannes IV. innerhalb kurzer Zeit als Kaiser durchsetzen, obwohl Yohannes eigentlich seinen Sohn Mengesha Yohannes zum Nachfolger bestimmt hatte. Mit Italien schloss er 1889 den Friedens- und Freundschaftsvertrag von Wetschale, der sich allerdings in der italienischen und amharischen Version unterschied – in der italienischen Fassung konnte er als Errichtung eines italienischen Protektorats über Äthiopien verstanden werden. Da Italien sich in der Folge weigerte, diese Interpretation auszuschließen, erklärte Menelik II. Italien den Krieg und ließ die Italiener ab 1895 in Eritrea angreifen, und zwar zunächst durch seinen Vasallen Mengesha Yohannes, der Tigray beherrschte. Nach Ras Mengeshas Niederlagen bei Coatit, bei Senafe und bei Debra Ailà griff Menelik Ende des Jahres 1895 endlich selbst in den Italienisch-Äthiopischen Krieg ein. 1896 schlug er in der Schlacht von Adua ein italienisches Heer vernichtend. Um zu verhindern, dass sein unabhängiges Land eine britische oder italienische Kolonie würde, schloss er Verträge mit den anderen Kolonialmächten, z. B. mit Frankreich, ab. Besonders gute Kontakte unterhielt Menelik, der das 1886 von seiner Frau Taytu Betul gegründete Addis Abeba zu seiner Hauptstadt machte, nach dem französisch-britischen (1899/1904) und französisch-italienischen Ausgleich (1902/1903) zum Deutschen Kaiserreich. Bereits im August 1900 besuchte der deutsche Naturforscher Carlo von Erlanger im Rahmen seiner Ostafrikaexpedition den Kaiser in Addis Abeba und schildert ihn als „festen und eisernen Charakter, ohne Despot zu sein“. Am 7. März 1905 schlossen eine deutsche Delegation unter Leitung von Friedrich Rosen und Menelik einen Freundschafts- und Handelsvertrag zwischen dem Deutschen Kaiserreich und Äthiopien.
In der Folgezeit wurde Äthiopien u. a. mit deutscher Hilfe rasch modernisiert. Unter anderem wurde eine französische Eisenbahnlinie nach Dschibuti gebaut, ein Telefon- und Telegrafennetz errichtet und eine äthiopische Nationalbank und Post gegründet. Die Bahnlinie sollte ursprünglich in drei Abschnitten gebaut werden: erst von Dschibuti nach Harar, dann von Harar nach Addis Abeba und dann weiter durch Kaffa in den Südwesten des Landes. Die Arbeiten unter der Aufsicht von Alfred Ilg begannen 1892 in Dschibuti und der erste Teilabschnitt mit Endpunkt Dire Dawa wurde 1903 für den Verkehr freigegeben. Der zweite Abschnitt bis Addis Abeba wurde 1915 fertiggestellt, Menelik erlebte diese Fertigstellung nicht mehr. Der dritte Abschnitt wurde bis heute nicht gebaut. Das Telegrafennetz verband Addis Abeba mit Harar und Dschibuti und wurde 1903 in Betrieb genommen. 1894 führte Menelik II. eigene Briefmarken ein und ersetzte den Maria-Theresien-Taler durch den äthiopischen Dollar mit seinem Konterfei auf der Münze.
Außerdem nahm Menelik II. mehrere deutsche Beamte in seine Regierung auf, von denen allerdings zahlreiche schon 1909 auf Druck der mächtigen und europakritischen Kaiserin Taytu Betul wieder entfernt wurden.
Menelik war viermal verheiratet, seine letzte Frau Taytu Betul ehelichte er am 2. Mai 1883. Sie wurde nach seiner Krönung zur Kaiserin ernannt, was eine besondere Ehre darstellte, da dies den Gattinnen der Kaiser nicht automatisch zukam. Für Taytu Betul war es die fünfte Ehe. Sie war über ihre vierte Verbindung bereits zuvor die Schwägerin von Meneliks dritter Frau Bafεna.
Menelik starb nach langer Krankheit im Jahre 1913. Sein Nachfolger wurde sein Enkel Lij Iyasu (Iyasu V.).